# Panika roku 1884
W 1878 roku w Stanach Zjednoczonych i Francji nastąpił nawrót ekspansji kredytowej. We Francji wzrosła emisja akcji firm przemysłowych i wprowadzono ambitny program robót publicznych. Banki odegrały bardzo aktywną rolę w przyciąganiu oszczędności gospodarstw domowych i udzielaniu na szeroką skalę pożyczek dla przemysłu. Kryzys wybuchł w 1882 roku wraz z upadkiem Union Générale. Bank Crédit Lyonnais, będący na krawędzi bankructwa, doświadczył masowego wycofywania depozytów (około połowy). W Stanach Zjednoczonych upadło ponad 400 banków (z ogólnej liczby 3721), a bezrobocie i kryzys dotknęły głównie branże niezwiązane bezpośrednio z konsumpcją.

## Stany Zjednoczone
Ameryka odeszła od standardu złota w 1861 roku i nie powróciła do niego po zakończeniu wojny. Spory pomiędzy zwolennikami twardego pieniądza, którzy chcieli wyeliminowania dolarów niezabezpieczonych złotem, a orędownikami miękkiego pieniądza, którzy chcieli zwiększenia ich podaży, ciągnęły się przez lata 70. XIX wieku, do czasu aż rząd powołany przez prezydenta Ulyssesa Granta zdecydował w 1875 roku o wznowieniu wykupu papierowego dolara za złoto od początku 1879 roku. W 1875 roku handlowano dolarami papierowymi z około 17 procentowym dyskontem w porównaniu do złotego dolara. Połączenie deflacji pieniądza papierowego i wzrostu oficjalnych rezerw złota pozwoliła na powrót do standardu złota 4 lata później, co położyło podwaliny pod dekadę spektakularnego wzrostu gospodarczego. Zarówno ceny dóbr, jak i płace nominalne spadły o około 30% podczas ostatniej dekady dolara papierowego (czyli płace realne utrzymywały się na podobnym poziomie). Jednak w latach 1879-1889, ceny nadal spadały, ale płace podniosły się o 23%. Tak więc płace realne, po uwzględnieniu inflacji (bądź jej braku), wzrosły znacząco.
Panika finansowa z 1884 roku, która wybuchła w wyniku umiarkowanej depresji w 1882 roku, zmniejszyła podaż pieniądza bankowego. Całkowita wartość weksli bankowych i depozytów lekko spadła z 3,19 mld USD do 3,15 mld USD. Panika była wywołana przez nadmierny odpływ złota za granicę, ponieważ cudzoziemcy zaczęli tracić wiarę w to, że Stany Zjednoczone będą skłonne pozostać przy standardzie złota. Zrozumiały spadek zaufania wynikał z uchwalenia w 1878 roku ustawy Bland-Allison, jawnie nawiązującej do polityki bimetalizmu. Zmiana w bilansie Skarbu Państwa USA ze złota na srebro zaniepokoiła zagraniczne kręgi finansowe.